# Baie Andvord
La baie Andvord (en anglais : Andvord Bay) est une baie située entre Beneden Head et Duthiers Point le long de la côte ouest de la Terre de Graham. 
Elle a été découverte par l'expédition antarctique belge, de 1897 à 1899, dirigée par Adrien de Gerlache qui l'a nommée ainsi en l'honneur de Rolf Andvord, consul de Belgique à Christiania (Oslo à cette époque).
Non loin de la baie se situe la base antarctique Almirante Brown, la péninsule Arctowski et Néko Harbor, des sites très prisés par les expéditions touristiques en péninsule Antarctique. 